# Římskokatolická farnost Uherský Brod
Římskokatolická farnost Uherský Brod je územní společenství římských katolíků v děkanátu Uherský Brod s farním kostelem Neposkvrněného Početí Panny Marie .

## Historie farnosti
Farnost byla založená již ve 12. století, roku 1397 se připomíná trvalý vikář kostela v Uherském Brodě. Kolem roku 1500 měla presentační právo kolegiální kapitula v Kroměříži. Farní a zároveň děkanský kostel Neposkvrněného Početí Panny Marie byl vystavěn v letech 1717 až 1733. V roce 2008 byl realizován nový presbytář kostela akademickým sochařem Danielem Ignácem Trubačem.

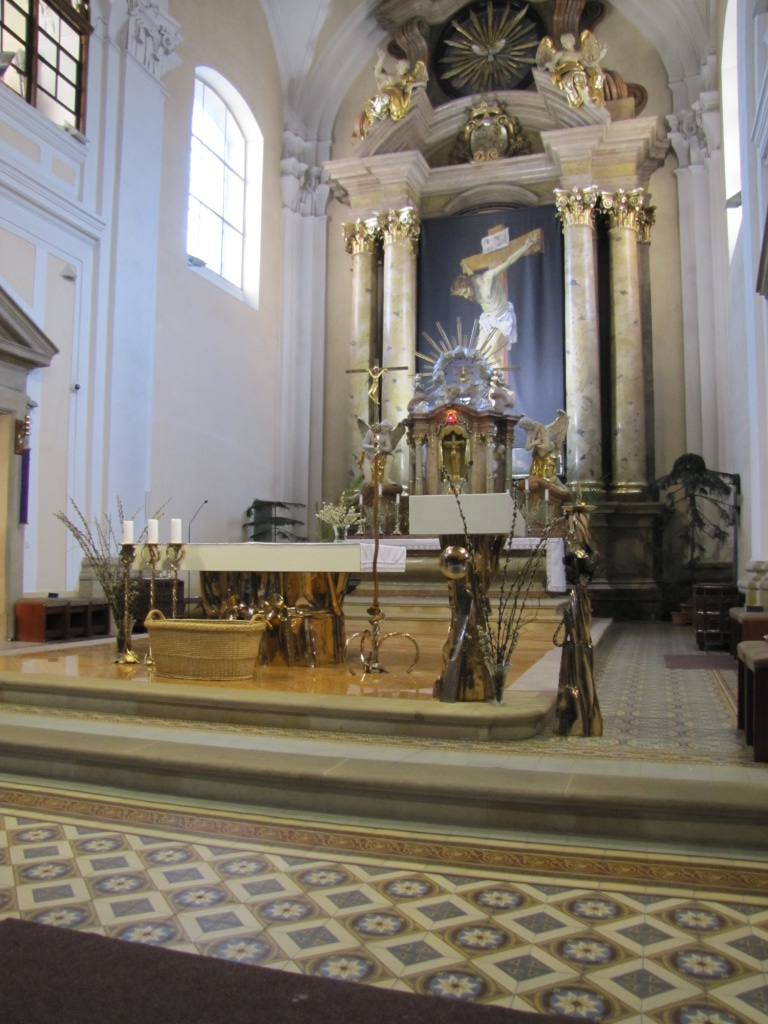
Celkový pohled na presbytář
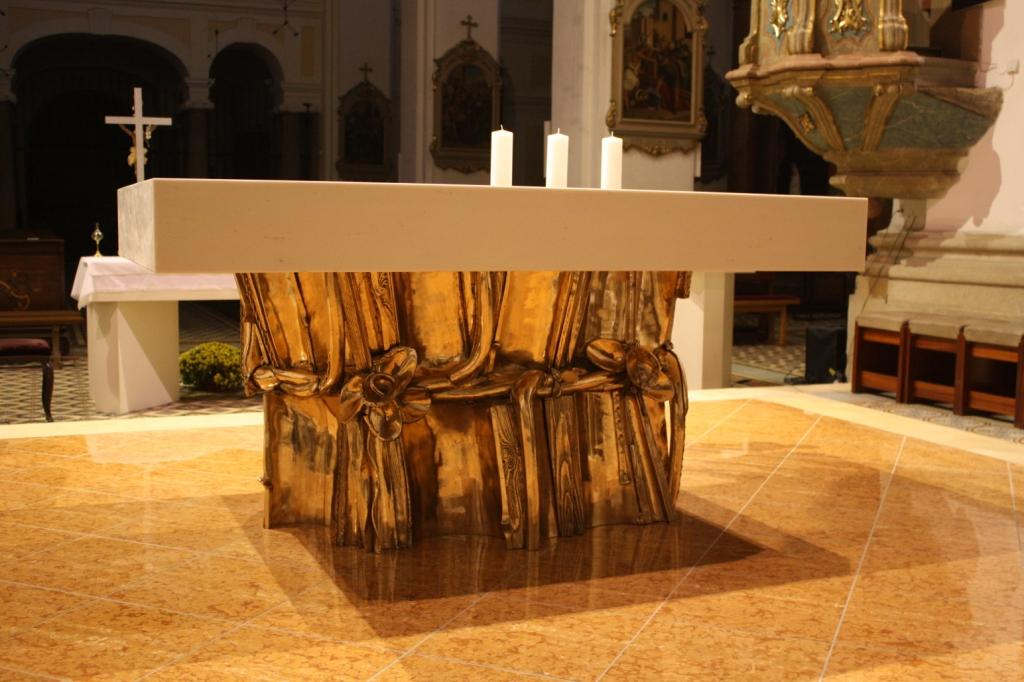
Bronzový Oltář s mramorovou menzou a relikviemi Fatimských dětí Františka a Jacinty
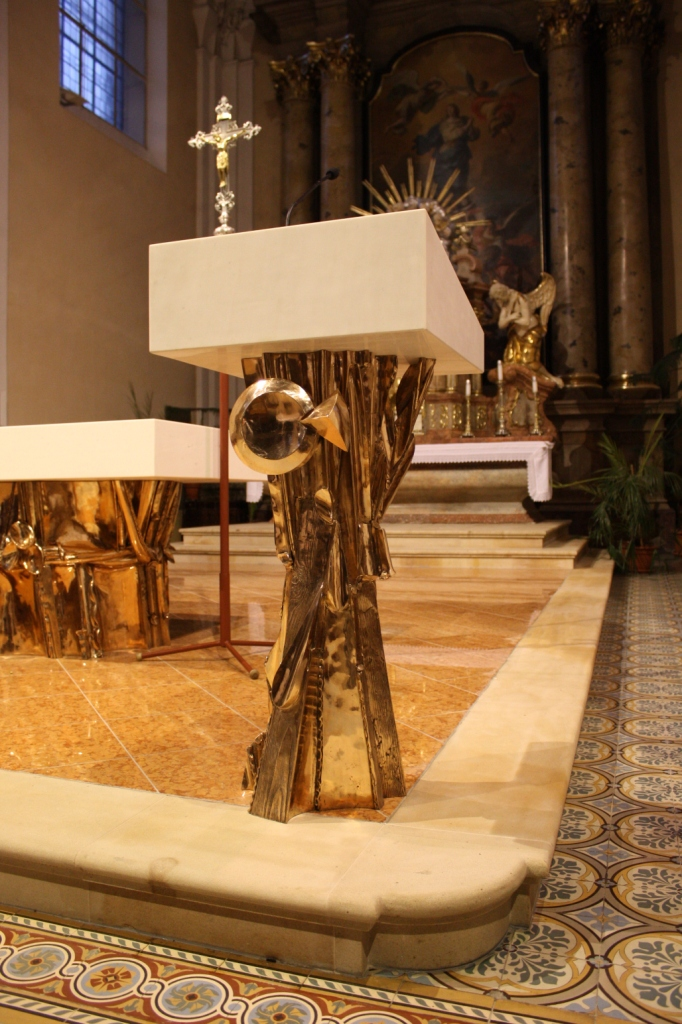
Bronzový ambón s mramorovým pultem
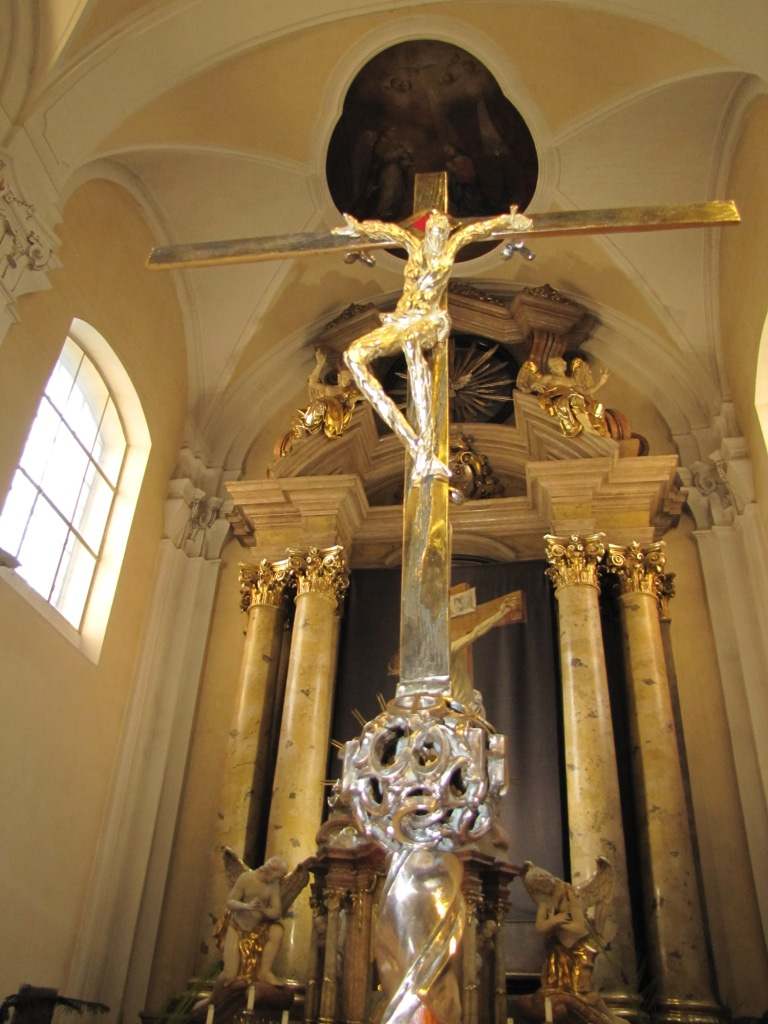
Bronzový procesní kříž se skleněným krystalem
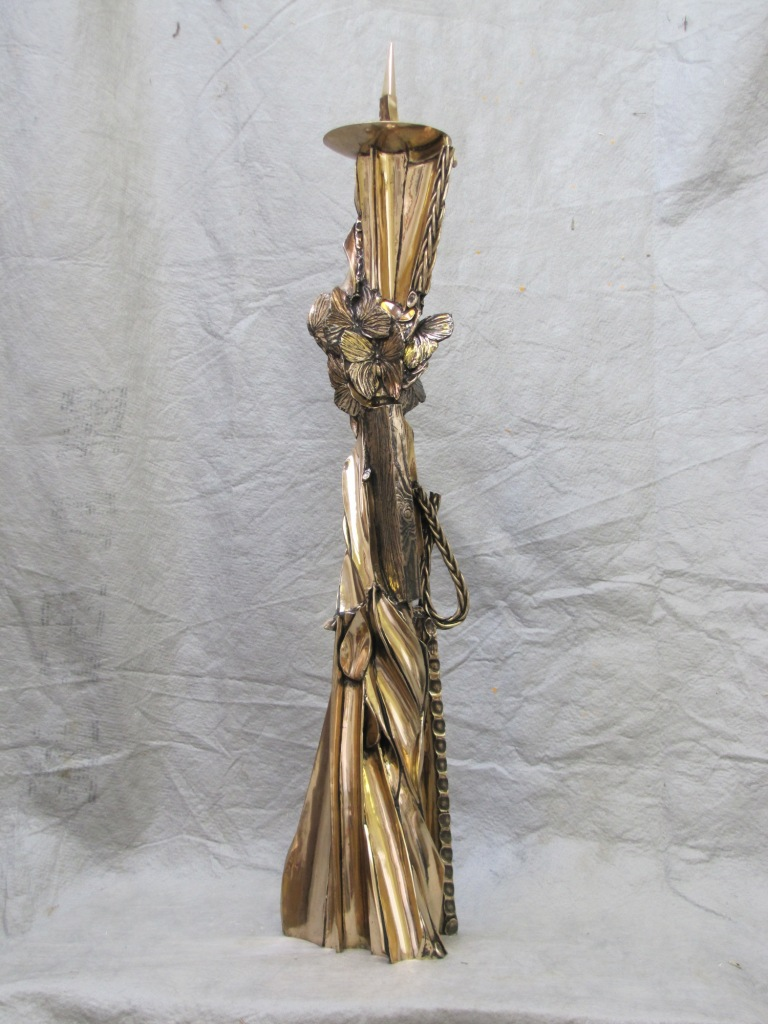
Paškálový svícen

## Duchovní správci
Seznam duchovních je znám od poloviny 17. století.  Od července 2010 byl farářem R. D. Mgr. Josef Pelc. Ten tragicky zemřel 10. července 2018.
Jeho nástupcem byl s účinností od 15. srpna 2018 ustanoven R. D. Mgr. Svatopluk Pavlica.
Ve farnosti v letech 1994 až 2018 působil jako trvalý jáhen Mgr. František Beníček. 

## Bohoslužby
Ve farnosti se konají pravidelně bohoslužby ve farním kostele a také v klášterním kostele Nanebevzetí Panny Marie - v neděli i ve všední dny.

## Kněží pocházející z farnosti
- JIří Zámečník
- Ondřej Talaš (svěcení 2019))[6]

## Aktivity farnosti
Farnost se pravidelně podílí na projektu Tříkrálová sbírka. Tu zároveň farníci berou jako příležitost k evangelizaci. Zájemci o "modlitební adopci" si vylosovali jednu ulici v Uherské Brodě, za jejíž obyvatele se během vánočních svátků modlili. O slavnosti Zjevení Páně se pak v kostele uskutečnila adorace.
V budově fary se pořádají akce pro veřejnost. V listopadu 2019 to byla např. přednáška P. Libora Všetuly SDB Život v době internetu.